# Franz Willemsen
Franz Willemsen (* 1910 in Düsseldorf; † 26. September 1999 in Athen) war ein deutscher Klassischer Archäologe.
1937 wurde er an der Universität München bei Ernst Buschor promoviert. Für 1937/38 erhielt er das Reisestipendium des Deutschen Archäologischen Instituts. Er war seit 1952 am Deutschen Archäologischen Institut in Athen tätig. Er wurde Konservator des Museum für Abgüsse Klassischer Bildwerke an der Universität München, wo er sich habilitierte und 1961 zum außerplanmäßigen Professor ernannt wurde. Von 1962 bis 1975 war er Zweiter Direktor des Deutschen Archäologischen Instituts in Athen. Er war langjähriger Leiter der Kerameikos-Grabung. Auf dem Kerameikos beschäftigte er sich unter anderem mit den Zeugnissen der Ostraka, deren bekannteste Stücke Zeugen des Ostrakismos waren.
Sein Neffe war der Moderator und Buchautor Roger Willemsen.

## Veröffentlichungen (Auswahl)
- Frühe griechische Kultbilder. Triltsch, Würzburg-Aumühle 1939 (= Dissertation)
- Dreifußkessel von Olympia. Alte und neue Funde. De Gruyter, Berlin 1957, (= Olympische Forschungen, Band 3).
- Die Löwenkopf-Wasserspeier vom Dach des Zeustempels. De Gruyter, Berlin 1959, (= Olympische Forschungen, Band 4).